# Золоте серце (фільм)
«Золоте серце» — радянський музичний художній телефільм 1989 року, знятий на студії «Укртелефільм», з Софією Ротару у головній ролі.

## Сюжет
Фільм знятий в театралізованому інсценуванні і частково на стадіонах під час концертів. Софія Ротару, граючи автобіографічну роль співачки, продовжує використання нових музичних напрямків, освоєних вже в фільмі «Монолог про любов» і йде далі, виконуючи пісні у відвертому жанрі хард-року. Фолк-поп проявляється у цьому фільмі тільки в пісні «Ворожба».

## У ролях
- Софія Ротару — камео

## Саундтрек
- «Тільки цього мало»
- «Золоте серце»
- «Ворожба»
- «Втрачений хлопчик»
- «Чорний телефон»
- «Біла ніч»
- «Дикі лебеді»
- «Час мій»
- «Любов не в радість»
- «Відлуння»
- «На танго»
- «Свічки»
- «Червона рута»

Автори слів
- Арсеній Тарковський
- Михайло Шабров
- А. Поперечний
- Микола Заболоцький
- Олександр Розенбаум
- Г. Поженян
- Д. Панфілов
- Володимир Висоцький
- Володимир Івасюк

## Знімальна група
- Режисер — Володимир Матецький
- Композитори: Володимир Матецький, Олександр Морозов, Олександр Розенбаум, Д. Павлов, Володимир Івасюк